# Edmund FitzAlan-Howard

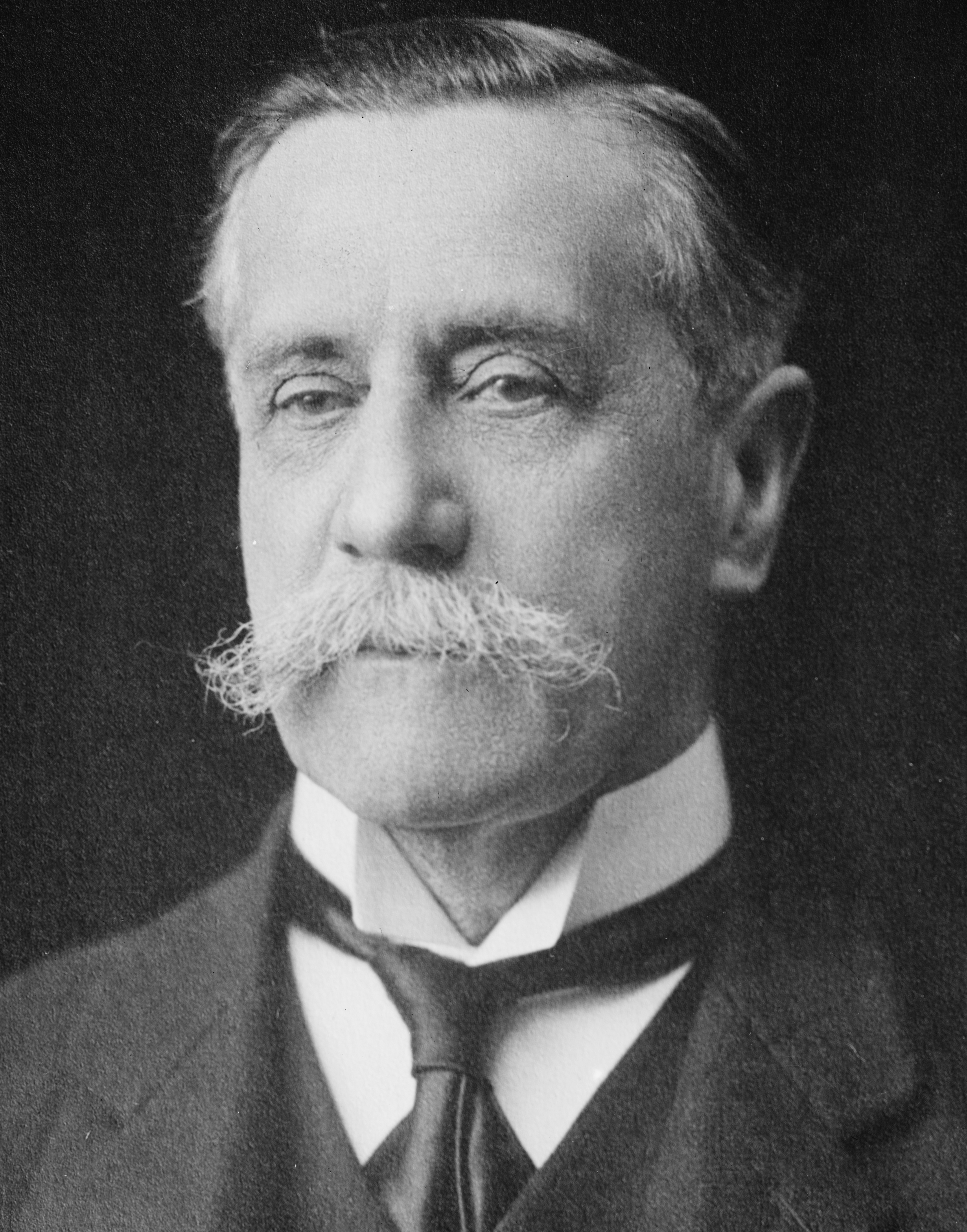
Edmund FitzAlan-Howard, Vizconde FitzAlan de Derwent

Edmund Bernard FitzAlan-Howard, 1.er Vizconde Fitzalan de Derwent, KG, PC, (1 de junio de 1855 - 18 de mayo de 1947), fue un político conservador y el último Señor Teniente de Irlanda.

## Primeros años de vida
Fitzalan-Howard fue el segundo hijo del Enrique Fitzalan-Howard (1815–1860) XIV duque de Norfolk y su esposa la Honorable Augusta, hija del vicealmirante Edmund Lyons, Primer Barón Lyons; y el hermano más joven del Enrique Fitzalan-Howard (1847–1917), XV duque de Norfolk.

## Carrera
Fue elegido Miembro del Parlamento para Chichester en 1894, lugar que tomó hasta 1921, y se convirtió en Abogado Privado en 1918.
El 27 de abril de 1921 fue designado Señor Teniente de Irlanda, y un día después fue elevado a la Nobleza como Vizconde FitzAlan de Derwent, de Derwent en el Condado de Derby. Interesantemente, Señor FitzAlan de Derwent se convirtió en el primer católico en ocupar el puesto desde el reino del Jacobo II. Sin embargo, permaneció en la posición por solo un año y medio. El puesto fue abolido con la llegada en existencia del Estado Libre Irlandés y la Constitución, y fue reemplazado por el Gobernador General del Estado Libre Irlandés.
Además, durante la minoridad de su sobrino el 16.º Duque de Norfolk, quien sucedió al Ducado en 1917, sirvió como diputado Conde Mariscal.

## Apellido
Señor Fitzalan de Derwent nació con el apellido "Fitzalan-Howard". Sin embargo, en 1876 asumió por la licencia Real el apellido "Talbot" como parte de una tentativa fracasada de tener éxito como Conde de Shrewsbury. Regresó al uso de su nombre paterno por la Licencia Real en 1921, cortamente después de ser elevado a la nobleza.

### Honores
- Caballero de la Orden de la Jarretera (1925).
- Asesor Privado (1918)